# Trinidad (Masaccio)
La Trinidad es un fresco realizado por el pintor italiano renacentista Masaccio. Su título completo es la Sagrada Trinidad, con la Virgen, San Juan y donantes (en italiano, Santa Trinità). Está pintado en uno de los muros laterales de la iglesia de Santa María Novella de Florencia en Italia. Es quizá la obra más celebrada de Masaccio aparte de los frescos de la Capilla Brancacci. Las opiniones sobre la datación del fresco varían entre 1425 y 1428. Unas fuentes dan como altura 667 centímetros y otros 680, siendo la anchura de 317 cm.
Fue redescubierta en su integridad en 1861, después de ocultarse en el siglo XVI por un retablo de Vasari y un altar de piedra. Es considerada una de las obras fundacionales de la pintura en la Edad Moderna.
Los críticos del siglo XIX vieron en ella una revelación de los principios de Brunelleschi en arquitectura y el uso de la perspectiva, hasta el punto de que algunos creyeron que Brunelleschi intervino directamente en el diseño de la obra (haya intervenido directamente o no, de todos modos se piensa que Brunelleschi al menos le enseñó conceptos y técnicas de perspectiva a Masaccio). Cuando se ejecutó, la arquitectura renacentista no había proporcionado aún ninguna bóveda de cañón. La obra recuerda a las primeras obras de la arquitectura del Prerrenacimiento como San Lorenzo de Brunelleschi y el tabernáculo de San Luis en la iglesia de Orsanmichele.
La pintura representa el dogma de la Trinidad, en el marco de una capilla inspirada en los arcos de triunfo romanos, con una bóveda de medio cañón dividida en casetones y sostenida por columnas jónicas, flanqueadas a su vez por pilastras que sostienen un entablamento. 
La Trinidad destaca por su inspiración, tomada de los antiguos arcos triunfales romanos y la estricta adhesión a los recientes descubrimientos en materia de perspectiva , con un punto de fuga al nivel del espectador, de manera que, como lo describe Vasari «Lo que es bellísimo, además de las figuras, es una bóveda de cañón dibujada en perspectiva, y dividida en cuadrados llenos de rosetones que disminuyen y se van reduciendo tan bien que parece que se perfora el muro». Con este fresco, Masaccio alcanza la perfección absoluta de la perspectiva. El uso que hace Masaccio de la perspectiva hace que la composición sea un auténtico trompe l'oeil o trampantojo que hace parecer que el muro está efectivamente perforado. El fresco tuvo un efecto transformador sobre generaciones de pintores florentinos y artistas visitantes. El observador se identifica directamente con el mundo pictórico gracias al tamaño natural de las figuras y la coincidencia del punto de vista en el espacio real y en el cuadro.
La única figura que no tiene una ocupación del espacio plenamente lograda en tres dimensiones es el Dios majestuoso que soporta la Cruz, considerado un ser inconmensurable. Las figuras de los dos donantes, habiéndose indicado como posibilidades miembros de la familia Lenzi o, más recientemente, Berto di Bartolomeo del Bandeario y su esposa Sandra.[cita requerida] Estos donantes representan otra importante novedad, ocupando el espacio propio del espectador, en frente del plano de la pintura, que está representado por las columnas jónicas y las pilastras de las que la falsa bóveda parece surgir. Su postura es la tradicional para los donantes: rezando, pero a tamaño natural y es digna de mención la atención puesta en el realismo y el volumen.
Por debajo de ellos, y funcionando como base de la composición, hay un altar de mármol bajo el cual se ve un esqueleto yacente. Una visión de detalle del esqueleto en el sarcófago revela también la antigua advertencia, en claras letras: IO FU GIÀ QUEL CHE VOI SETE: E QUEL CHI SON VOI ANCOR SARETE (FUI LO QUE TÚ ERES Y LO QUE YO SOY TÚ SERÁS).
La interpretación más habitual de la Trinidad es que la pintura enlaza con la conexión medieval tradicional de la capilla con el Calvario, Κρανιου Τοπος (Kraniou Topos) en griego o Gólgota en arameo, palabras todas ellas que significan calavera. La tumba en la parte inferior puede ser de los donantes o de Adán. También puede significar el viaje que debe realizar el espíritu humano para alcanzar la salvación, alzándose sobre la vida terrenal y cuerpo corruptible a través de la oración (los dos donantes) y la intercesión de la Virgen y San Juan Evangelista ante la Trinidad. La pintura puede leerse en sentido vertical ascendente, como la ascensión hacia la salvación eterna, desde el esqueleto (símbolo de la muerte) hasta la Vida eterna (Dios Padre), pasando por la oración (los donantes), la intercesión de los santos (San Juan y la Virgen), y la redención (Cristo crucificado). 

## Para saber más
- Goffen, Rona. Masaccio's 'Trinity (serie "Masterpieces of Western Painting")